# Ali Benarbia
Ali Benarbia (arabul: علي بن عربية) (Orán, 1968. október 8. –) már algériai labdarúgó.

## Sikerek
Egyéni
- Az év játékosa (League 1): 1998–99
- Az év játékosa (Manchester City): 2001–02

FC Martigues
- Ligue 2: 1992–93

AS Monaco
- Ligue 1: 1996–97

Bordeaux
- Ligue 1: 1998–99

Manchester City
- First Division: 2001–02